# Григорій XIII
Григорій XIII (лат. Gregorius PP. XIII; 7 січня 1502, Болонья — 10 квітня 1585, Рим) — 226-ий Папа Римський (з 13 травня 1572 року до 10 квітня 1585 року).

## Життя
Уго Бонкомпаньї народився 7 січня 1502 року в Болоньї. Походив з багатої дворянської сім'ї. Вивчав право у Болонському університеті, а потім, як кваліфікований юрист, доктор права, був радником багатьох єпископів в Римі і Триденті. У 1565 був призначений кардиналом і посланий з дипломатичною місією в Мадрид.

## Понтифікат
В період понтифікату Пія IV не схвалював дуже жорстких, на його думку, папських вироків. Мав одного позашлюбного сина, Джакомо, яким, після отримання папської тіари не міг дуже сильно опікуватися в новій атмосфері Тридентського собору. Григорій XIII — останній папа, про якого точно відомо, що в нього були позашлюбні діти.
Велику владу над Папою мали єзуїти, театинці та їх прихильники. Однак Григорію XIII вдалося призначити кардиналами двох своїх племінників, але їх вплив в Римській курії був обмеженим. Рідний брат папи, який виїхав з Болоньї в Рим, щоб привітати Григорія з обранням на трон св. Петра, отримав наказ повернутися назад. Хроністи підкреслюють, що папа, за прикладом Пія V, вів побожний спосіб життя і що навіть у перші роки понтифікату тричі на тиждень сам відправляв месу. В Римі реформи продовжували члени нових чернечих орденів, покликаних відродити релігійне життя і пропагувати християнські принципи в дусі рішень Тридентського собору. Великим визнанням користувалася наукова діяльність єзуїта Роберта Белларміна (1542–1621), визнаного у 1930 святим, а в 1931 — доктором (вчителем) церкви.
З ініціативи Папи в Римі з'явилося два навчальні заклади (колегії). Перша колегія отримала пізніше назву Григоріанського університету, а другого — Германська колегія — була призначена для німецького духовенства, що походив з вищих верств суспільства, і покликана оздоровити мораль духовенства в Німецької імперії. Створена була також Грецька колегія для навчання духовенства, призначеного для пастирської діяльності на територіях, що перебували під впливом православної церкви. 
Григорій XIII активний противник Реформації. Після перемоги флота Священної ліги у Битві при Лепанто засновує у 1572 році свято Пресвятої Діви Марії Розарія.

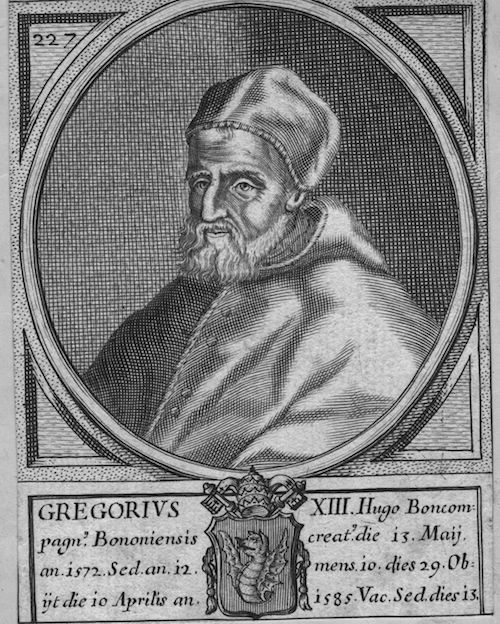
Папа Григорій XIII

## Реформа календаря

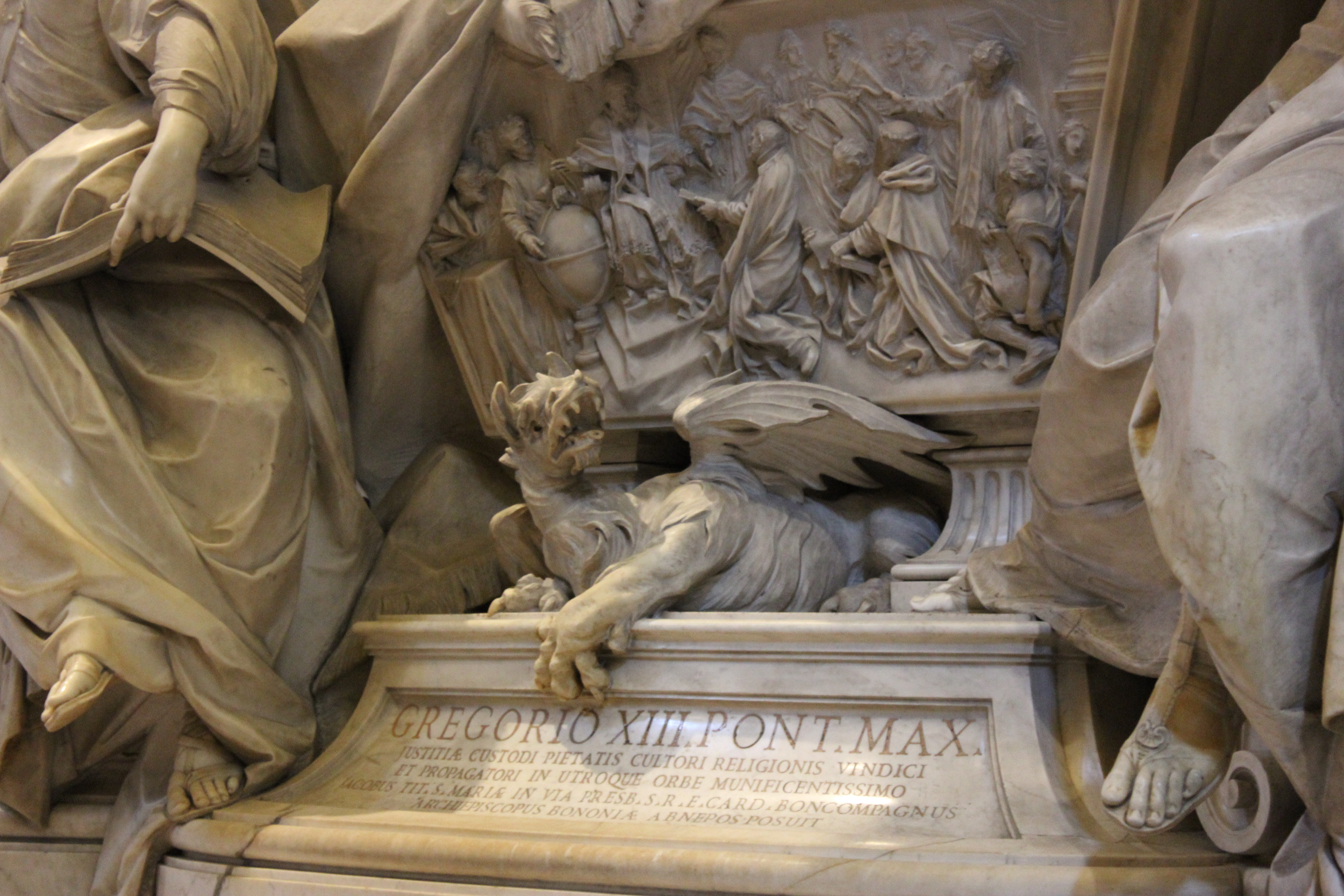
Могильна плита гробу Григорія XIII у Соборі Святого Петра в Римі з зображенням дискусії між кліриками та вченими про реформу календаря.

Григорій XIII прославив своє ім'я, ввівши в усіх католицьких країнах розроблений Луїджі Ліліо та Христофором Клавієм григоріанський календар. Календар був введений папською буллою Inter gravissimas 24 лютого 1582 року. Реформа календаря ліквідувала десятиденне відставання юліанського календаря по відношенню до сонячного року. Високосні роки, коли місяць лютий нараховує 29 днів, встановлювалися рідше (відтепер не були високосними роки, кратні 100, але не кратні 400, наприклад, 1700, 1800, 1900). Для розуміння змін у календар, підготовки та проведення його реформи Григорій XIII у 1578 році наказав збудувати вежу для астрономічних спостережень і заснував Ватиканську обсерваторію.

## Папський григоріанський університет
1551 року в Римі Ігнатій Лойола за підтримки Франциска Борджа засновують Scuola di grammatica, d'umanita e dottrina cristiniana («Школа граматики, гуманітарних наук і християнського вчення»), що був відомий також як Collegium Romanum (Римська колегія), першу школу єзуїтів. У 1584 році папа Григорій XIII урочисто відкриває Collegium Romanum ще раз і на новому місці та по-особливому підтримує його діяльність. За ці старання у 1873 році папа Пій IX дає назву колегії Pontificia Universitas Gregoriana.